# Martin Stock (Biologe)

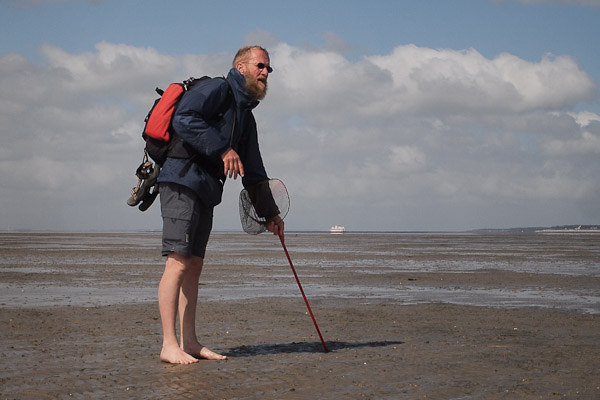
Martin Stock doziert auf dem Meeresgrund

Martin Stock (* 1957 in Emden) ist ein deutscher Biologe, Naturfotograf und Naturschützer. Er arbeitete beim Nationalparkamt für den Nationalpark Schleswig-Holsteinisches Wattenmeer.

## Berufliche Laufbahn
Stock war Zivildienstleistender der Schutzstation Wattenmeer auf der Peterswarf der Hallig Langeneß. Anschließend studierte er Biologie und promovierte später in der Ökosystemforschung zu Ringelgänsen im Wattenmeer.
Bereits während des Studiums fotografierte Stock die ihn beeindruckenden Lichtstimmungen des Gezeitenmeeres. Seine berufliche Tätigkeit als Biologe begann er beim WWF in der Wattenmeerstelle in Husum. Nach zwei Jahren wechselte er in die Nationalparkverwaltung, wo er bis 2021 als Biologe und Fotograf tätig war.

## Fotograf
Stock fotografiert im Nationalpark Wattenmeer. Seine Fotografien werden wattenmeerweit für die Öffentlichkeitsarbeit eingesetzt. Seit mehreren Jahren erscheint alljährlich sein großformatiger Kalender Nationalpark Wattenmeer. Für sein großes öffentliches Projekt „Wandel im Watt“ mobilisierte er wattbegeisterte Menschen. Ein Jahr lang waren sie tagtäglich im Einsatz, fotografierten immer zur selben Uhrzeit dasselbe Motiv.

## Publikationen (Auswahl)
- mit Ute Wilhelmsen: Weltnaturerbe Wattenmeer. Wachholtz, Neumünster 2009, ISBN 978-3-529-05321-4.
- mit Ute Wilhelmsen: Wissen Wattenmeer. Wachholtz, Neumünster 2011, ISBN 978-3-529-05350-4.
- mit Ute Wilhelmsen, Susanne Wild, Dirk Schories: Watt für Entdecker. Wachholtz, Neumünster 2011, ISBN 978-3-529-05351-1.
- mit Cordula Henne: Weites Licht auf stillem Land. Wachholtz, Neumünster 2013, ISBN 978-3-529-05356-6.
- mit Pieter de Vries: Wattenmeer. Wachholtz, Neumünster/Hamburg 2014, ISBN 978-3-529-05361-0.